# 타티아나 파우호포바
타티아나 파우호포바(슬로바키아어: Tatiana Pauhofová, 1983년 8월 13일~)는 슬로바키아의 배우이다.

## 출연 작품
- 스캔들 (2018)
- 리다 바로바 (2016)
- 텐더 웨이브스 (2013)
- 타오르는 불씨 (2013)
- 지옥에서의 세 계절 (2009)
- 뮤지카 (2008)
- 하프 브레이크다운 (2007)
- 잔인한 즐거움 (2002)